# Дібрівка (Новоукраїнський район)
Дібрі́вка (до 1946 року — Реймента́рівка) — село в Україні, у Новомиргородській міській громаді Новоукраїнського району Кіровоградської області. Населення становить 353 особи.
Колишній центр Дібрівської сільської ради.

## Історія
Стара назва села походить від польського рейментаря (полковника) Стемповського, який стояв тут з прикордонним загоном. В 1766 році полковник був змушений покинути це місце, після чого тут стали селитись мешканці з околиць. На місці, де стояв його намет, довгий час знаходили бронзові монети з німецькими написами.
Після смерті в 1791 році князя Потьомкіна, Рейментарівка дісталась генералу Льву Давидову. Той, у свою чергу, 1807 року продав село хорунжому Тремболевському.
Землями Дібрівки довгий час володів рід Красінських. Тепер в їх маєтку розташована Дібрівська ЗОШ I—II ступенів.
У 1843 році в селі був побудований цукровий завод (зараз не існує), для якого в Рейментарівці вирощувались буряки на 450 десятинах. Населення станом на 1864 рік становило 1360 чоловік.
В XIX столітті Рейментарівка належала до Кам'янської волості Чигиринського повіту Київської губернії.
7 березня 1946 року село Рейментарівку Златопільського району було перейменовану на Дібрівку, на честь партизана Діброви Іллі Даниловича.

## Населення
Згідно з переписом УРСР 1989 року чисельність наявного населення села становила 442 особи, з яких 179 чоловіків та 263 жінки.
За переписом населення України 2001 року в селі мешкали 353 особи.

### Мова
Розподіл населення за рідною мовою за даними перепису 2001 року:
| Мова       | Відсоток |
| ---------- | -------- |
| українська | 99,43 %  |
| російська  | 0,57 %   |

## Інфраструктура
В селі функціонує бібліотека та фельдшерсько-акушерський пункт.
В селі розташована братська могила радянських воїнів. Поховано 939 воїнів

### Вулиці
У Дібрівці налічується 6 вулиць:
- Діброви вул.
- Кірова вул.
- Лісова вул.
- Шевченка вул.
- Шкільна вул.
- Ярова вул.